# Runnin' Wild (chanson, 1922)
Pour les articles homonymes, voir Running Wild.
Runnin' Wild est une chanson populaire américaine composée et enregistrée pour la première fois en 1922, écrite par Arthur Harrington Gibbs avec des paroles de Joe Grey et Leo Wood (en).

## Versions
- Original Memphis Five (en), enregistré en décembre 1922 pour Regal Records (N° catalogue : 9407A)[1].

## Dans la culture populaire
La chanson est probablement mieux connue pour son inclusion dans le film comique classique, de 1959, Certains l'aiment chaud, qui se déroule à la fin de l'époque de la prohibition. Elle est interprétée lors d'une répétition dans un train, avec Marilyn Monroe comme chanteuse.
La chanson a également servi de musique d'introduction à deux courts métrages sonores mettant en vedette Laurel et Hardy (La flotte est dans le lac et Ils vont faire boum ! tous deux de 1929) avant la composition de leur célèbre thème musical, The Ku-Ku Song.
Woody Allen a inclus la chanson dans son film Zelig (1983) en utilisant la version de The Charleston City All Stars.
La chanson a également été utilisée dans le film The Fruit Machine (en), de 1988 et dans le film Miller's Crossing, de 1990.
Elle a également été utilisée dans une campagne publicitaire pour le parfum Candy, de Prada, en 2011.

## Source de la traduction
- (en) Cet article est partiellement ou en totalité issu de l’article de Wikipédia en anglais intitulé « Runnin' Wild (1922 song) » (voir la liste des auteurs).